# Мазний Юрій Макарович
Юрій Макарович Мазний (23 березня 1907 — 17 липня 1982) — військовик, мав звання Героя Радянського Союзу (1944). У роки німецько-радянської війни командував 120-м гвардійським стрілецьким полком (8-а гвардійська армія, 3-й Український фронт) армії СРСР.

## Біографія
Народився 23 березня 1907 року в селі Велика Кошелівка (нині Ніжинського району Чернігівської області України). Закінчив середню школу, та школу комуністичних пропагандистів при Чернігівському міськкомі ВКП(б). Працював головою міського комітету ТСОАВІАХІМу. Під час Голодомору, 1932 року, став членом терористичної організації ВКП(б).
У сталінській армії з 1929 по 1934, 1939 та з червня 1941 року, закінчив курси «Постріл».
На фронтах німецько-радянської війни з червня 1941 року.
Відзначився під час битви за Дніпро. Командир 120-го гвардійського стрілецького полку (39-та гвардійська стрілецька дивізія 8-ї гвардійської армії, 3-й Український фронт) гвардії підполковник Ю. М. Мазний вранці 24 жовтня 1943 року очоливши один з батальйонів свого полку разом із ним форсував Дніпро в районі 5-ти км південніше м.Дніпропетровськ на ділянці Кам'янка-Нові Кодаки і захопив плацдарм. Пізніше на підручних засобах організував переправу усього полку. 25 жовтня брав участь у звільнені Дніпропетровська (нині м. Дніпро).
Після війни продовжував службу у Радянській армії.
З 1957 року підполковник Ю. М. Мазний у запасі. Жив у Чернігові. Помер 3 квітня 1973 року.

## Звання та нагороди
19 березня 1944 року Юрію Макаровичу Мазному присвоєно звання Героя Радянського Союзу.
Також нагороджений:
- орденом Леніна
- 2-а орденами Червоного Прапора
- 2-а орденами Червоної Зірки
- медалями

## Пам'ять
У Чернігові на будинку, де мешкав Ю. Мазний, встановлено меморіальну дошку.